# Copa Governador do Estado da Bahia 2016
In 2016 werd de achtste editie van de Copa Governador do Estado da Bahia gespeeld voor voetbalclubs uit de Braziliaanse staat Bahia De competitie werd georganiseerd door de FBF en werd gespeeld van 9 oktober tot 20 november. Vitória da Conquista werd kampioen en mocht daardoor deelnemen aan de Copa do Brasil 2017 of de Série D 2017. De club koos voor de Copa do Brasil, waardoor vicekampioen Jacobina naar de Série D mocht.  

## Eerste fase

### Eerste fase

#### Groep 1
| Plaats | Club                | Wed. | W | G | V | Saldo | Ptn. |
| ------ | ------------------- | ---- | - | - | - | ----- | ---- |
| 1.     | Jacobina            | 3    | 2 | 1 | 0 | 6:3   | 7    |
| 2.     | Jacuipense          | 3    | 1 | 2 | 0 | 5:3   | 5    |
| 3.     | Atlântico           | 3    | 1 | 1 | 1 | 5:5   | 4    |
| 4.     | Atlético Alagoinhas | 3    | 0 | 0 | 3 | 3:8   | 0    |

|  | Geplaatst voor tweede fase |

#### Groep 2
| Plaats | Club                 | Wed. | W | G | V | Saldo | Ptn. |
| ------ | -------------------- | ---- | - | - | - | ----- | ---- |
| 1.     | Vitória da Conquista | 3    | 2 | 1 | 0 | 12:4  | 7    |
| 2.     | Fluminense de Feira  | 3    | 2 | 1 | 0 | 7:3   | 7    |
| 3.     | PFC Cajazeiras       | 3    | 1 | 0 | 2 | 3:8   | 3    |
| 4.     | Teixeira de Freitas  | 3    | 0 | 0 | 3 | 3:10  | 0    |

|  | Geplaatst voor tweede fase |

## Tweede fase
In geval van gelijkspel ging de club met het beste resultaat in de groepsfase door. 
|  | halve finale         | halve finale | halve finale | halve finale |  |                      | finale | finale | finale | finale |
|  |                      |              |              |              |  |                      |        |        |        |        |
|  |                      |              |              |              |  |                      |        |        |        |        |
|  | Fluminense de Feira  | 1            | 3            | 4            |  |                      |        |        |        |        |
|  | Jacobina             | 2            | 3            | 5            |  |                      |        |        |        |        |
|  |                      |              |              |              |  | Jacobina             | 0      | 0      | 0      |        |
|  |                      |              |              |              |  | Vitória da Conquista | 2      | 1      | 3      |        |
|  | Jacuipense           | 1            | 2            | 3            |  |                      |        |        |        |        |
|  | Vitória da Conquista | 2            | 3            | 5            |  |                      |        |        |        |        |

## Kampioen
| Copa Governador do Estado da Bahia de 2016 |
| Vitória da Conquista                       |
| ------------------------------------------ |
| VITÓRIA DA CONQUISTA Kampioen (5° titel)   |